# Funkadelic
Funkadelic es un grupo de música afroamericana de Estados Unidos destacado durante la década de 1970. Junto con su banda hermana Parliament, encabezada por George Clinton, comenzó la cultura de la música funk en esa década. En 1997 fueron introducidos en el Salón de la Fama del Rock and Roll.

## Historia
El grupo que se convertiría en Funkadelic fue formado originalmente por George Clinton, en 1964, como un respaldo musical sin nombre para su grupo The Parliaments, mientras estaban de gira. La banda estaba integrada originalmente por los músicos Frankie Boyce, Richard Boyce, y Langston Booth, además de unirse cinco miembros vocalistas de The Parliaments. Boyce y Booth en 1966 se enrolaron en el Ejército, entonces Clinton contrató al bajista Billy "Bass" Nelson y al guitarrista Eddie Hazel en 1967, añadió también al guitarrista Tawl Ross y al baterista Tiki Fulwood. El nombre de "Funkadelic" fue acuñado por Nelson después de que la banda se trasladó a Detroit. En 1968, a causa de una disputa con Revilot, la compañía que tenía en propiedad el nombre de "Parliaments", el grupo comenzó a tocar bajo el nombre de Funkadelic.
Como Funkadelic, el grupo firmó con la compañía discográfica Westbound en 1968. Alrededor de este tiempo, el grupo evolucionó de la música soul y doo wop en una más impulsada por mezclas de rock psicodélico, soul y funk, más influenciados por la música popular (y política) de los movimientos de la época. Jimi Hendrix y Sly Stone fueron las principales inspiraciones. Este estilo más tarde se convirtió en un refuerzo de la guitarra a base de funk (circa 1971-75), que posteriormente, durante el apogeo del éxito de Parliament-Funkadelic (circa 1976-81), fue añadiendo elementos de música disco y boogie.
El álbum debut del grupo auto-titulado Funkadelic, fue lanzado en 1970. En los créditos figuran Mickey Atkins, Clinton, Fulwood, Hazel, Nelson, y Ross. La grabación también incluye al resto de cantantes de los Parliaments (no acreditados debido a las preocupaciones contractuales).
Bernie Worrell fue oficialmente acreditado a partir del segundo álbum de Funkadelic en 1970, llamado Free Your Mind ... and your Ass Will Follow, por lo tanto, comenzaría una larga relación de trabajo entre Worrell y Clinton. Seguido por el álbum Maggot Brain en 1971. Los tres primeros álbumes de Funkadelic muestran fuertes influencias psicodélicas y políticas (no menos importante en términos de producción) y limitado potencial comercial, a pesar de que contienen muchas canciones que se quedaron en el setlist de la banda durante varios años, fueron futuras influencias de funk, rock, y artistas de Hip-Hop.
Después del lanzamiento de Maggot Brain, Funkadelic se amplió enormemente, en 1972 sacaron America Eats Its Young. Tawl Ross no estaba disponible, ya sea después de experimentar con LSD o por sobredosis de speed, mientras que Billy "Bass" Nelson y Eddie Hazel tampoco estaban disponibles debido a las preocupaciones financieras. Desde este punto, muchos más músicos y cantantes se añadirán durante la historia de Funkadelic (y Parliament) , incluida la contratación de varios miembros de la famosa banda de James Brown The JB's en 1972 - sobre todo Bootsy Collins y en 1975 los vientos, llamados luego The Horny Horns. Bootsy Collins y su hermano Phelps "Catfish" Collinss fueron reclutados por Clinton para sustituir a los ausentes Hazel y Nelson. Bootsy, en particular, se convirtió en un importante contribuyente al sonido de P-Funk. En 1972, lanzan el doble álbum llamado America Eats Its Young cargado de mensajes de libertad y política. La alineación se estabilizó un poco con el álbum Cosmic Slop en 1973, con importantes contribuciones del recientemente añadido cantante-guitarrista Garry Shider. Después de la primera salida de la banda, Eddie Hazel pasó un año en la cárcel por posesión de drogas y asalto, después volvería a hacer importantes contribuciones al exitoso álbum de 1974 Standing on the Verge of Getting It On. Hazel solo contribuiría después en P-Funk esporádica mente.
George Clinton volvió a grabar frecuentemente a Parliament en 1974 y firmando en el acto con Casablanca Records. Parliament y Funkadelic tuvieron la misma mayoría del personal estable pero operando simultáneamente bajo dos nombres. En cierto momento Parliament fue designado como un conjunto más general de voces y arreglos, mientras que Funkadelic fue designado como uno más experimental y libre basado en los instrumentales de la banda. El conjunto de gira por lo general era presentado bajo el nombre combinado de Parliament-Funkadelic, o simplemente P-Funk (que también se convirtió en el término de George Clinton para su funk edulcorado o "Plush Funk").
En 1975 Michael Hampton, un adolescente prodigio de la guitarra , reemplazo a Hazel como guitarrista principal de Parliament-Funkadelic, también fue un contribuidor principal en los siguientes álbumes de Funkadelic, en especial el primer álbum en el que participaba Let's Take It to the Stage de 1975.
Funkadelic dejó Wesbound en 1976 cambiándose a Warner Bros. Su primer álbum para Warner fue Hardcore Jollies lanzado en 1976, el que incluía otro clásico de sus presentaciones como "Commin Round The Mountain" e "If You Got Funk, You Got Style". Luego de dejar a Westbound, Clinton antes de Hardcore Jollies proveyó a ese sello discográfico un colección de grabaciones recientemente registradas, con el cual Westbound lanzó el álbum Tales of Kidd Funkadelic. Ese álbum fue significativamente mejor comercialmente que Hardcore Jollies e incluyó un canción llamada "Undisco Kidd", un sencillo que estuvo en el Top 30 de la lista R & B. En 1977 un Westbound capitalizado lanza una antología llamada Music For Your Mother: The Best of the Early Years.
Cuando Parliament comenzó a lograr importantes éxitos en su principal período de 1975-1979, Funkadelic grabó y publicó su más exitoso e influyente álbum llamado One Nation Under a Groove, de 1978, la adición de ex Ohio Players el tecladista Walter "Junie" Morrison y que refleja un estilo más bailable con un sonido más similar al de Parliament. La canción con el mismo título pasó seis semanas en el número 1 en los R & B charts, alrededor del tiempo que Parliament goza de la posición # 1 de R & B con sus singles "Flash Light" y "Aqua Boogie". Uncle Jam Wants You (Rescue Dance Music from the Blahs) lanzado en 1979 siguió la nueva producción de sonidos más electrónicos que venia trayendo Funkadelic. El álbum contiene una versión de quince minutos de "(Not Just) Knee Deep", que encabezó los charts de R & B, con el cantante principal de Spinners, Philippe Wynne.
En 1980 surgió un conflicto por 42,9% un álbum de Original P (una banda formada por los miembros originales de la banda), bajo el nombre de Funkadelic y lanzado en LAX Records en Alemania y Japón. Esto hizo que Warner Bros creyera que se había roto el contrato, sin trabajo de Funkadelic. Esto hizo que Warner solo dejara un álbum más. El mismo año 42,9% fue lanzado al resto del mundo bajo el nombre de Connections And Disconnections en Avenue Records, sin éxito en los países de origen. Relanzado en 1993 como Who's A Funkadelic en Westbound. La única canción con éxito: "You'll Like it Too" fue single en 1981 y fuente de samples desde 1988 en adelante.
Luego del conflicto, el álbum prometido por Warner: The Electric Spanking of War Babies fue publicado en 1981. Contiene a 3 canciones exitosas. En 1988 y 89 durante las P-Funk All Stars se grabaron temas que se incluyeron en un álbum de 2007: "By Way of the Drum", después fue "Toys", álbum con canciones del 1970 a 1974 sin álbum, mas U.S. Music with Funkadelic teniendo temas con U.S. Music de 1972 sin álbum. Se volvió a grabar con "First Ya Gotta Shake the Gatte", publicado en diciembre de 2014.

## Discografía

### Álbumes de estudio
- Funkadelic (1970)
- Free Your Mind...And Your Ass Will Follow (1970)
- Maggot Brain (1971)
- American Eats its Young (1972)
- Cosmic Slop (1973)
- Standing on the Verge of Getting It On (1974)
- Let's Take It To The Stage (1975)
- Hardcore Jollies (1976)
- Tales of Kidd Funkadelic (1976)
- One Nation Under A Groove (1978)
- Uncle Jam Wants You (1979)
- 42,9% (1980) (de Original P bajo el nombre Funkadelic)
- The Electric Spanking of War Babies (1981)
- By Way Of The Drum (2007)
- Toys (2008)
- U.S Music With Funkadelic (2009) (con United Soul Music, U.S. Music)
- First Ya Gotta Shake the Gate (2014)

### Álbumes en vivo
- Live: 1976-1993 (1993) (con Parliament)
- Live: Meadowbrook, Rochester, Michigan – 12th September 1971 (Con Parliament) (1996)

### Álbumes de compilación
- Funkadelic's Greatest Hits (1975)
- The Best of the Early Years Volume One (1977)
- Music For Your Mother: Funkadelic 45s (1993)
- Hardcore Funk Jam (1994)
- The Best of Funkadelic: 1976-1981 (1994)
- Finest (1997)
- Ultimate Funkadelic (1997)
- The Very Best of Funkadelic 1976-1981 (1998)
- The Best (1999)
- Funk Gets Stronger (2000)
- The Complete Recordings 1976-81 (2000)
- Cosmic Slop (2000)
- Suitably Funky (2000)
- The Original Cosmic Funk Crew (2000)
- Motor City Madness: The Ultimate Funkadelic Westbound Compilation (2003)
- The Whole Funk & Nothing But The Funk: Definitive Funkadelic 1976 - 1981 (2005)
- Funkadelic (2007)